# Грицай Анатолій Юхимович

Грицай Анатолій Юхимович (1.01.1931, с. Жовтневе Коропського району Чернігівської області — 12.09.2003, Рівне) — бандурист, педагог, поет, громадський діяч.

## Життєпис
У 1952 р. закінчив Київське музичне училище ім. Р. М. Глієра, а у 1957 р. — Київську консерваторію ім. П. І. Чайковського по класу бандури (викл. В. Кабачок) та диригування. 1955–1956 рр. викладав у Київському музичному училищі ім. Р. Глієра. Виступав у складі оркестрів Державного народного хору ім. Г. Верьовки та ансамблю танцю України ім. П. Вірського. З 1957 р. — викладач Рівненського музичного училища. Разом з тим працював у Рівненському педагогічному інституті та Рівненському інституті культури.
Заснував на Рівненщині кобзарську школу. Активно займався популяризацією українського мистецтва, зокрема — української народної пісні. Організатор і художній керівник квартету бандуристок Рівненського музичного училища, капели бандуристок при Будинку художньої самодіяльності профспілок. Виступи цих колективів мали успіх, їх записували на Рівненському обласному радіо, була випущена платівка «Співає «Капела бандуристів» і «Золотий квартет».
Голова Рівненського відділення Всеукраїнської спілки кобзарів (1996).
Серед учнів: І. Немирович, Н. Москвіна, Ю. Гамова, Н. Писаренко, В. Пиндик, Й. Яницький, Г. Топоровська, Волощук Назар Олександрович, Т. Бенедюк [Архівовано 26 жовтня 2021 у Wayback Machine.] та інші.

## Творчий доробок
Про його творчість писала обласна та республіканська преса, американський український щоденник "Свобода", журнал "Бандура" - квартальник кобзарського мистецтва в Нью-Йорку, Іван Немирович у книзі "Взяв би я бандуру". Його творчий доробок складають понад 30 власних композицій та велика кількість обробок народних пісень, аранжувань, перекладень творів українських та зарубіжних композиторів для бандури. Брав участь у творчих звітах композиторів Рівненщини, де звучали його твори для солістів, дуетів, тріо, квартетів та капели бандуристів. 
- Автор пісень на власні тексти[6]
- Автор віршів. Після його смерті була видана збірка поезій «Бандура – душа моя» (2008)

## Громадська діяльність

Меморіальна дошка Анатолію Грицаю на корпусі Рівненського музичного училища

Пропагував кобзарське мистецтво. Був мистецьким керівником традиційних «Вечорів бандури», які проводилися понад 40 років у Рівненському музичному училищі. Публікував статті у місцевих газетах на теми мистецького життя. Брав участь у передачах на обласному і українському радіо. Був членом журі обласних конкурсів та Першого всеукраїнського фестивалю кобзарського мистецтва ім. Костя Місевича (Дубно, 2000).
Створив виставки матеріалів «Історія Рівненського музучилища», «Роде наш козацький», «Прадіди в струнах живуть» та інші, які експонувались в головному корпусі Рівненського музичного училища.
Був членом правління Рівненської обласного осередку Всеукраїнського товариства «Просвіта» ім. Т. Шевченка.

## Увічнення пам’яті
- У 2004 р. на головному корпусі Рівненського музичного училища Анатолію Грицаю встановлено меморіальну дошку (автор – скульптор Микола Сівак)[9]